# Geliebte Brigitte
Geliebte Brigitte ist eine US-amerikanische Komödie von Henry Koster aus dem Jahr 1965. Sie entstand nach dem Roman Erasmus with Freckles von John Haase, der 1963 erschienen war.

## Inhalt
Robert Leaf ist ein zerstreuter Professor für Literatur. Jede technische Entwicklung ist ihm ein Graus und eine potenzielle Bedrohung der Geisteswissenschaften. In regelmäßigen Abständen reicht er aus Protest gegen die Bedingungen an seinem Institut die Kündigung ein, die er jedoch nicht durchziehen kann: Er wird von seinen Studenten verehrt, in seiner kleinen Bucht von San Francisco, wo er mit seiner Frau, der Tochter und dem Sohn Erasmus auf einem Hausboot lebt, ist er bekannt und beliebt und nicht zuletzt könnte er es sich auch finanziell nicht leisten, plötzlich ohne Arbeit dazustehen.
Bei den allabendlichen Hauskonzerten wird bald klar, dass der achtjährige Erasmus vollkommen unmusikalisch ist. Der Vater schwenkt bei der Erziehung des Sohnes aufs Malen um, doch zeigt sich schnell, dass Erasmus farbenblind ist. Und bevor Robert Leaf auf die Idee kommen könnte, dem Sohn Tanzunterricht erteilen zu lassen, stellt sich heraus, dass Erasmus ein absolutes mathematisches Genie ist. Die Presse stürzt sich auf die Familie, während Robert Leaf nichts anderes will, als diesen aus der Art geschlagenen Jungen wieder auf die richtige musisch-literarische Bahn zu bringen. Erasmus’ Schwester Pandora, von allen nur Penny genannt, nutzt das Talent des Jungen und lässt ihn das Ergebnis von Pferdewetten ausrechnen. Und während die Tochter so ihr erstes Geld verdient, kündigt Robert mal wieder seine Professorenanstellung und nimmt sie anschließend nicht zurück. Das Geld geht langsam zur Neige und obwohl Robert entsetzt ist, als er mitbekommt, dass sein Söhnchen nebenbei Geld durch Wetten einnimmt, nutzt er dies nach anfänglichen Skrupeln, um zusammen mit dem Literaturwissenschaftler Peregrine Upjohn eine eigene Stiftung aufzubauen. Die soll armen potenziellen Geisteswissenschaftlern das Studium ermöglichen.
Dennoch plagen den Vater Sorgen: Ist sein Junge normal? Oft wirkt er abwesend und in sich gekehrt, als würde ihm seine plötzliche Popularität zu schaffen machen. Ein Psychiater nimmt sich Erasmus’ an und bekommt bald heraus, dass der Junge verliebt ist. Erasmus schwärmt für Brigitte Bardot und schickt ihr jeden Abend lange Liebesbriefe nach Frankreich. Eines Tages erhält er einen Brief der Schauspielerin, die ihn nach Frankreich einlädt. Da Erasmus nun keine Pferdewetten mehr voraussagen will, wenn er nicht Brigitte Bardot besuchen darf, willigt Robert ein und beide fliegen nach Frankreich, wo sie Brigitte Bardot treffen und Erasmus von ihr sogar einen kleinen Hund geschenkt bekommt.
Zurück in San Francisco ist Erasmus vom Treffen mit Brigitte Bardot noch so benommen, dass er unbewusst einen falschen Sieger des Pferderennens nennt. Während Robert sein ganzes Vermögen in die Wette steckt, um mit dieser letzten Wette das Vermögen der Stiftung endgültig zu stabilisieren, plant Peregrine, das Vermögen heimlich an sich zu nehmen und mit seiner Geliebten zu verschwinden. Obwohl Erasmus sicher ist, falsch getippt zu haben und jeder in Panik verfällt, gewinnt das von Erasmus genannte Pferd. Peregrine wird beim Versuch, das Geld am Schalter abzuholen und heimlich zu verschwinden, von Steuerfahndern aufgehalten. Der herbeigeeilte Robert wiederum kann so das Geld an sich nehmen, da es sich bei der Stiftung um eine steuerfreie Einrichtung handelt. Am Ende spielen die Leafs mit Peregrine zusammen an Bord des Hausbootes Musik, wobei sich Peregrine als noch unmusikalischer als Erasmus erweist.

## Produktion
Nach den Komödien Mr. Hobbs macht Ferien aus dem Jahr 1962 und In Liebe eine 1 aus dem Jahr 1963 war Geliebte Brigitte die dritte Komödie James Stewarts in kurzer Zeit, die unter Henry Koster für die 20th Century Fox entstand. Wie die beiden vorhergehenden Komödien drehte sich auch Geliebte Brigitte um Stewart als Vater, der mit den Eskapaden seiner Kinder fertigwerden muss. Während die ersten beiden Filme vor allem auf Kinderstars der Zeit, wie Sandra Dee und Fabian, baute, nahm man für Geliebte Brigitte den französischen Star Brigitte Bardot unter Vertrag. Die Schauspielerin weigerte sich jedoch, in den USA zu drehen, sodass das Filmteam für die kurze Sequenz mit ihr nach Paris reisen musste.
Die Uraufführung fand am 8. Januar 1965 statt. In der Bundesrepublik Deutschland lief der Film am 23. April 1965 in den Kinos an.

## Kritik
Das Lexikon des Internationalen Films bezeichnete Geliebte Brigitte als „anspruchslose und gutmütige US-Familienkomödie“, während andere Kritiker in dem Film eine „peinlich harmlose… und ‚herzerfrischende…‘ Komödie…“ sahen. Kritisiert wurde unter anderem, dass „man sich auch hier nicht von dem Einfluß der Familienkomödien Fred MacMurrays von Walt Disney aus den fünfziger Jahren lös[t]e…“